# Lianhu
Der Stadtbezirk Lianhu (chinesisch 莲湖区, Pinyin Liánhú Qū) ist ein Stadtbezirk der Unterprovinzstadt Xi’an in der chinesischen Provinz Shaanxi. Er ist nach dem Lianhu-Park (Lianhu gongyuan 莲湖公园 „Lotussee-Park“) benannt. Lianhu hat eine Fläche von 58,1 Quadratkilometern und zählt 1.019.102 Einwohner (Stand: Zensus 2020). Der Stadtbezirk ist Regierungssitz von Xi’an.
Im Stadtbezirk befindet sich der Stadtgott-Tempel von Xi’an (西安城隍庙, Xi’an chenghuang miao), der seit 2001 auf der Liste der Denkmäler der Volksrepublik China steht.